# محمودآباد (بیدزرد)
محمودآباد، روستایی در دهستان بیدزرد، بخش مرکزی شهرستان شیراز در استان فارس است.
جمعیت این روستا در سال ۱۴۰۱، ۱۵۰۰ نفر بوده‌است.
۹۸درصد ساکنان این روستا از طایفه بورکی می‌باشند وهمه ساکنان این روستا بومی همین روستا هستند.